# Hoot Ma Waap
Hoot Ma Waap és una àrea tradicional de Nova Caledònia. la més extensa geogràficament, se situa a l'extrem nord de Grande-Terre i a les illes Belep, a la Província del Nord. Comprèn les comunes de Belep, Hienghène, Kaala-Gomen, Koumac, Ouégoa, Pouébo, Poum i Voh. S'hi parlen les 11 llengües i dialectes canac del grup nord, però cap passa dels 2.000 parlants.